# Tumbler Ridge Line
| oben: Tumbler Ridge Line mit den bedienten Kohlengruben unten: Strecke von Tumbler Ridge an den Hafen in Prince Rupert |                      |                           |                                 |
| Streckenlänge: | 129 km               |                           |                                 |
| Spurweite: | 1435 mm (Normalspur) |                           |                                 |
| Maximale Neigung: | 15,0 ‰               |                           |                                 |
| Streckengeschwindigkeit: | 90 km/h              |                           |                                 |
| |                      |                           |                                 |
| \| \| \| von Prince Rupert \| \| \| \| 534.9 \| Tacheeda \| ↓ 50 kV 60 Hz ~ ↑ Dieselbetrieb \| \| \| 537.2 \| Wakely nach Chetwynd \| Wakely nach Chetwynd \| \| \| \| Tumbler Ridge-Subdivision \| \| \| \| \| Parsnip River \| \| \| \| \| Table River \| \| \| \| \| Table-Tunnel (9,6 km) \| \| \| \| \| Wolverine-Tunnel (5,6 km) \| \| \| \| \| Wolverine Mine \| \| \| \| \| ▼ Bullmoose Loop \| \| \| \| \| Bullmoose Creek \| \| \| \| \| Wolverine River \| \| \| \| \| Murray River \| \| \| \| \| Tumbler Ridge \| \| \| \| \| ▼ Trend Mine \| \| \| \| \| ▼ Quintette Loop \| \| |                      |                           |                                 |
| Strecke |                      | von Prince Rupert         | von Prince Rupert               |
| Dienststation / Betriebs- oder Güterbahnhof | 534.9                | Tacheeda                  | ↓ 50 kV 60 Hz ~ ↑ Dieselbetrieb |
| Abzweig geradeaus, nach links und von links | 537.2                | Wakely nach Chetwynd      | Wakely nach Chetwynd            |
| Grenze |                      | Tumbler Ridge-Subdivision | Tumbler Ridge-Subdivision       |
| Brücke über Wasserlauf |                      | Parsnip River             | Parsnip River                   |
| Brücke über Wasserlauf |                      | Table River               | Table River                     |
| Tunnel |                      | Table-Tunnel (9,6 km)     | Table-Tunnel (9,6 km)           |
| Tunnel |                      | Wolverine-Tunnel (5,6 km) | Wolverine-Tunnel (5,6 km)       |
| Blockstelle |                      | Wolverine Mine            | Wolverine Mine                  |
| |                      | ▼ Bullmoose Loop          |                                 |
| Brücke über Wasserlauf |                      | Bullmoose Creek           | Bullmoose Creek                 |
| Brücke über Wasserlauf |                      | Wolverine River           | Wolverine River                 |
| Brücke über Wasserlauf |                      | Murray River              | Murray River                    |
| Strecke |                      | Tumbler Ridge             | Tumbler Ridge                   |
| |                      | ▼ Trend Mine              |                                 |
| |                      | ▼ Quintette Loop          |                                 |

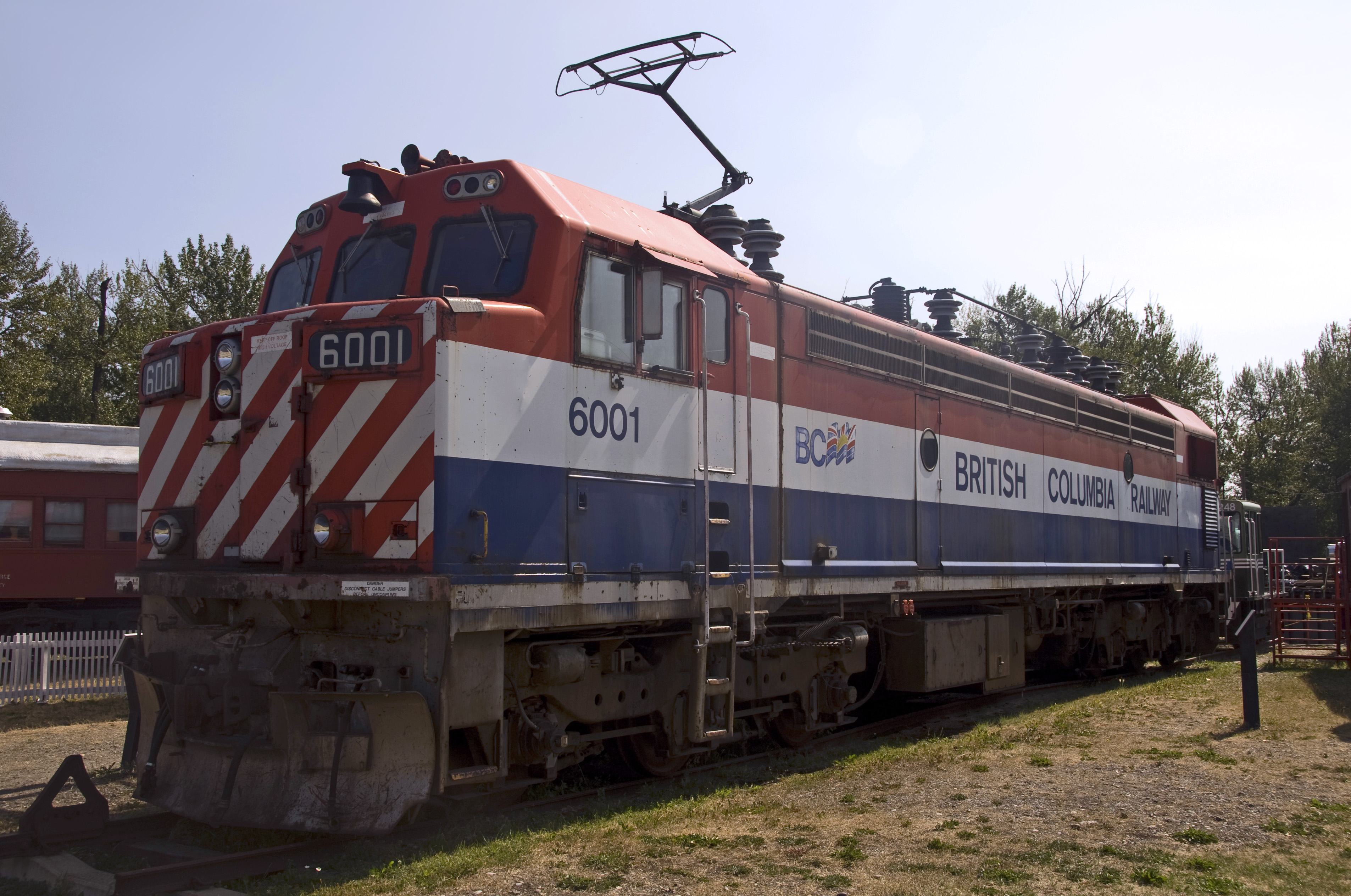
GMD GF6C-Lokomotive

Die Tumbler Ridge Line ist eine 129 km lange ehemals elektrifizierte Zweigstrecke der British Columbia Railway (BC Rail), heute Canadian National (CN).

## Geschichte
Im Jahr 1975 wurde ein Vorprojekt für den Abbau der Steinkohlevorkommen im Norden British Columbias erstellt, in dem eine Bahnstrecke bereits erwähnt wurde, die von den Gruben nach Norden in Richtung Chetwynd führte. Ein Vertrag über Kohlelieferung an die japanische Stahlindustrie während 16 Jahren wurde im Februar 1981 unterzeichnet. Der Ausbau der Gruben und der Bahnbau begannen unmittelbar danach. Die Strecke wurde nicht mehr in Chetwynd, sondern in Tacheeda an die bestehende BC Rail-Strecke angeschlossen. Der erste Kohlezug verließ nur 995 Tage nach Vertragsunterzeichnung am 1. November 1983 Tumbler Ridge.
Die Stilllegung der Tagebaue Quintette im Jahre 2000 und Bullmoose im Jahre 2003 führte zu einem starken Bedeutungsverlust der Strecke. Vor dem Verkauf an die Canadian National wurden die Oberleitungen wieder abgebaut.
Im September 2016 wurde der Kohleabbau in der Brule Mine wieder aufgenommen, Ende 2016 ebenfalls in der Wolverine Mine. Der Abtransport wurde provisorisch mit Lastwagen durchgeführt, da die Strecke zu diesem Zeitpunkt nicht mehr befahrbar war. Im Verlaufe des Jahres 2017 wurde die Strecke instandgestellt und der Bahntransport von Kohle konnte im September 2017 wieder aufgenommen werden.

## Streckenbeschreibung
Die Tumbler Ridge Line beginnt in Tacheeda an der Nord-Süd-Hauptstrecke der BC Rail und verläuft in östlicher Richtung. Zuerst folgt sie dem abgelegenen Table Valley und steigt dabei bis auf 1163 m über N. N. an. Die Rocky Mountains werden mit dem Table-Tunnel und dem Wolverine-Tunnel unterquert – der zweit- und der viertlängste Eisenbahntunnel Kanadas. Kurz vor Tumbler Ridge liegt die Wendeschleife des Tagebaus Bullmoose. Danach führt die Strecke nach Süden. Sie führt an Tumbler Ridge – der Siedlung für die Mitarbeiter der Tagebaubetriebe – vorbei, überquert den Sukinka River und erreicht nach etwa 15 km die Wendeschleife des Tagebaus Quintette.
Im Gesamten gibt es vier Tunnel und elf Brücken auf der Strecke. Die leeren ostwärts fahrenden Züge müssen eine Steigung von 15 ‰, die vollen westwärts fahrenden Züge eine solche von 12 ‰ überwinden. Da zu Beginn eine große Mengen an Kohle prognostiziert wurde und zur betrieblichen Flexibilität, wurde die Strecke mit vier dreigleisigen Ausweichstellen gebaut. Zwei der Ausweichstellen westlich des Table Tunnels und zwei östlich des Wolverine-Tunnels.
Die verwendete Fahrleitung basiert auf der Bauweise der schwedischen Staatsbahnen (SJ), unter anderem den ähnlichen klimatischen Verhältnissen von Schwedens und dem Norden von British Columbias. Die Fahrdahthöhe ist 6,5 m über der Schienenoberkante und zur Kostenersparnis wurden die Gittermasten entweder auf vorfabrizierte Betonsockel gesetzt oder stehen auf Doppel-T Trägern, welche in den Boden getrieben wurden. So konnten 20 bis 50 Masten pro Tag aufgestellt werden. Die generell mit zwei Lokomotiven verkehrenden Züge wurden aufgrund der zu überwindenden Steigung der beladenen, westwärts fahrenden Züge bis zum Wolverine Tunnel mit zwei zusätzlichen Lokomotiven nachgeschoben. Unter anderem deswegen, wurde trotz der hohen Fahrleitungsspannung von 50 kV eine parallele Verstärkungsleitung geführt, um so den Leitungsquerschnitt auf 305 mm² zu erhöhen.

## Betrieb
Wegen zweier langer Tunnel und der leichten Verfügbarkeit von Wasserkraft vom W.-A.-C.-Bennett-Staudamm wurde entschieden, die Strecke elektrisch zu betreiben. Das Bahnstromsystem mit einer Fahrleitungsspannung von 50 Kilovolt und einer Frequenz von 60 Hertz erlaubte es, mit nur einem Unterwerk auszukommen. Die später ebenfalls mit 50 kV und 60 Hz betriebene Kohlebahn Black Mesa and Lake Powell Railroad hat ihren Betrieb am 26. August 2019 eingestellt. Die Bahnstrecke Sishen–Saldanha in Südafrika wird zwar auch mit 50 kV betrieben, aber mit einer Frequenz von 50 Hz.
Für den Betrieb baute die kanadische EMD-Tochter mit Hilfe der schwedischen ASEA sieben Lokomotiven der Baureihe GF6C, die zusammen mit 98-Wagen-Zügen eingesetzt wurden; am Anfang standen sechs Züge zur Verfügung.
Die Züge wurden mit den Elektrolokomotiven im Kriechgang aus einem Silo beladen, wobei der Belader selbst die Geschwindigkeit des Zuges über Funkfernsteuerung regelte. Beladen wurde bei der Ausfahrt aus den 5,6 km langen Wendeschleifen der Anlage in das gerade Gleis. Dadurch sollte verhindert werden, dass bei hohen Zugkräften in der engen Kurve der Schleife die Wagen entgleisen und nach innen kippen. In der Regel fuhr der Zug mit etwa 1 km/h durch die Beladung.
Die Elektrolokomotive brachte die beladenen Züge nach Tacheeda, wo sie von Diesellokomotiven für die restliche Fahrt bis zum Kohlehafen übernommen wurden. Der Hafen lag auf Ridley Island, etwa eine Viertelstunde südlich von Prince Rupert. Dort wurden die Wagen ohne zu entkuppeln mit einem Kreiselkipper entladen und leer wieder auf die Rückfahrt Richtung Tacheeda gesandt, wo die Elektrolokomotiven wieder übernahmen. Ein ganzer Umlauf dauerte vier Tage.
Es wurden offene Wagen ohne Bodenklappen (im amerikanischen Sprachgebrauch Gondolas) eingesetzt, diese sind einseitig mit drehbaren Kupplungen ausgerüstet und an der entsprechenden Wagenseite farbig markiert. Da die Züge mit speziellen Schlusswagen verkehrten (Caboose) musste pro Zug ein Wagen mit zwei drehbaren Kupplungen eingesetzt werden (jeder Wagenübergang eines Kohlewaggons muss einseitig drehbar sein). Die Wagen wurden in einem Fahrzeugpool zusammen mit Wagen der Canadian National eingesetzt.
Später gelieferte Wagen waren zudem mit Drehgestellen ausgerüstet, deren Achsen sich radial einstellen konnten – damals eine Besonderheit in Nordamerika.
Organisatorisch war die Strecke eine eigene Subdivision, die Tumbler Ridge Subdivision.